# ترابيق العنكبوتية
ترابيق العنكبوتية هي خيوطٌ دقيقة من النسيج الضام تربط بين الطبقتين الأعمق في السحايا – الأم العنكبوتية والأم الحنون. توجد داخل الحيز تحت العنكبوتية حيث يوجد أيضًا السائل النخاعي. من الناحية الجنينية، فإنَّ الترابيق هي بقايا السوالف المشتركة التي تشكل كلا من الطبقات العنكبوتية والأم الحنون للسحايا.